# Pecihrádek
Pecihrádek je zachovalé pozdně středověké tvrziště. Leží na ostrohu nad řekou Berounkou proti kostelu svatého Jiří na okraji městské části Bolevec v Plzni, v katastrálním území Bolevec. Jeho pozůstatky jsou chráněny jako kulturní památka ČR.

## Historie
Přirozeně chráněná poloha na ostrožně nad řekou zaujala již pravěké obyvatelstvo. Přímo na vrcholové plošině byla v roce 1987 nalezena malá broušená kamenná sekerka z pozdní doby kamenné (eneolitu). Ovšem až nálezy keramických zlomků v letech 2003 a 2007 potvrdily, že ostrožna byla v pravěku skutečně osídlena, tedy že se sekerka na místo nedostala jako obětina nebo tzv. hromový klín. Konkrétně mohlo být na Pecihrádku výšinné sídliště chamské kultury, přičemž stopy po opevnění zahladila výstavba středověké tvrze. Dále byla na Pecihrádku nalezena bronzová sekerka z konce střední doby bronzové, okolnosti nálezu ale zůstávají neznámé. Doklady osídlení z doby halštatské mohylové kultury zachytil v roce 1991 drobný výzkum na severním předpolí středověkého tvrziště. Není vyloučeno, že týž výzkum odhalil dokonce i přítomnost paleolitických lovců.
Středověká tvrz stála na místě snad již od konce 13. století, její stavitel však není znám. Jednalo se zřejmě o drobného šlechtice, který si nad ohybem Berounky vystavěl sídlo pro svou rodinu. Počátkem 14. století tvrz vyhořela a už nebyla obnovena. Zmínky o příčinách požáru ani o dalších osudech majitelů se v písemných pramenech nedochovaly. Přilehlý hospodářský dvůr však mohl fungovat až do konce 15. století, jak naznačují nálezy keramických zlomků. Nejpozději v této době pak bylo zaniklé tvrziště s přilehlými pozemky prodáno městu Plzeň.
Místo se v nejstarších zprávách nazývá jednoduše Hrádek. Slovo Pecihrádek se objevuje až v pramenech z konce 18. století. Jako Hrádek je v soudobých pramenech ovšem označován rovněž nedaleký Kunčin Hrádek. Protože není možné s jistotou rozhodnout, k jaké lokalitě se zprávy vztahují, je interpretace dochovaných písemných zmínek sporná.

## Stavební podoba
Tvrziště je ze západu a z jihu chráněno strmými svahy, zatímco na severu a severovýchodě je terén rovinatý. Z této přístupové strany je proto hrádek obehnán dobře dochovaným, 3–5 metrů hlubokým příkopem, který doplňuje val. Akropole má přibližně kruhový půdorys s průměrem zhruba 20 metrů, zabírá tudíž plochu přibližně 320 m². V severní až severozápadní části centrální plošiny byl terén nejvyšší – zde patrně stála hlavní obytná věžovitá stavba. Jen na základě znalostí z jiných, obdobných lokalit lze předpokládat, že budova měla čtvercový či mírně obdélný půdorys. 
Přístupová cesta vedla k hrádku zřejmě od severovýchodu, kde je v dochovaném valu patrné snížení - přístupové místo na most, překonávající hluboký příkop. Na severním předpolí tvrze, se po pravé straně vjezdu nacházelo hospodářské zázemí - přítomnost staveb zde naznačuje nápadně nerovný terén. Nálezy keramických střepů ukazují, že tento hospodářský dvůr mohl na rozdíl od tvrze fungovat ještě koncem 15. století.
Na Pecihrádku chybí pozůstatky zděných konstrukcí i nálezy zbytků malty. Lze proto předpokládat, že stavby byly převážně dřevěné, snad jen s nízkou kamennou podezdívkou. Takové představě odpovídají i poměrně hojné nálezy mazanice, která je zbytkem omazu dřevěných nebo proutím vyplétaných stěn. 
V současnosti je tvrziště Pecihrádek zarostlé lesem a výhledy z něj nejsou ideální. V blízkosti se nachází chatová osada a několik obytných domů.

### Přístup
Z centra Plzně vede komunikace k rozhraní ulic Mohylová, Chrástecká a odtud severním směrem na parkoviště u kostela svatého Jiří. Nedaleko je železniční zastávka Plzeň-Doubravka. Cesta pro pěší vede z centra města po naučné stezce Údolím Úslavy, na niž navazuje naučná stezka Údolím Berounky, která pokračuje až k visuté ocelové lávce u svatého Jiří. Od kostela svatého Jiří vede přes lávku směrem na Bílou Horu také žlutá turistická trasa. Značená cesta přímo k tvrzišti nevede.